# 志村X
『Shimura-X』（しむらエックス）は、1996年10月9日から1997年9月27日までフジテレビ系列で毎週水曜深夜に放送されていたバラエティ番組。イザワオフィス制作。
本項では同時間枠で放送された次番組・次々番組である『Shimura-XYZ』（1997年10月 - 1998年3月）と『Shimura-X天国』（1998年4月 - 2000年9月）も一緒に扱う（これら3番組は、新聞などのラテ欄ではいずれも『志村X』と表記された）。
2011年3月7日からスカパー!の専門チャンネルであるファミリー劇場にて再放送が行われる。

## 番組概要

### 『Shimura-X』、『Shimura-XYZ』
『志村けんのだいじょうぶだぁ』から続く志村の冠番組シリーズの一つで、1996年の『けんちゃんのオーマイゴッド』の終了により事実上ゴールデンタイムから撤退して始められた深夜枠の第1号番組。
ゴールデン時代と違い、ショートコントは放送されなかった。
前半はホームコメディドラマ仕立てのコントで、志村けん演じる父、川上麻衣子演じる母、山崎邦正演じる長男、そめやゆきこ演じる長女、村田和美演じる次女という設定。家族全員標準語で会話するが山崎のみ関西弁で喋っておりアルバイターの設定。途中から「XYZ」へとタイトルが付け替えられたが基本内容は同一。タイトルは「平成志村ファミリー」。
途中から志村ファミリーのコントに「サブタイトル」が付くようになった。
1998年年始、志村ファミリーのサイパン旅行（初の海外ロケ）を2週連続放送。

### 『Shimura-X天国』
1998年4月から9月までは上記と同じ家庭がテーマのコントだった。
番組開始早々軽井沢への家族旅行（ロケ収録）を、こちらも2週連続で放送。
1998年10月から2000年3月まで「有限会社 志村運送」と舞台を移し、志村が志村運送の社長、川上・山崎・そめや・途中から優香の3人はその従業員、村田が志村の娘の設定。そしてフジテレビの編成上の都合で、放送開始時間が0時50分（1999年10月放送分からは0時55分）に繰り下がった。
1999年10月から2000年2月9日まで「ナイスバディちゃんいらっしゃーい!!」というコーナーが始まり、スナックのマスター・渡辺と志村が別のスタジオに入って一般応募で来た女性の披露と紹介を行う。選ばれた女性はルーレットでその格好で登場して披露する事もあり、志村の顔に止まったら豪華に賞品が貰え、中には志村が希望した裸エプロンもあった。
1999年4月でそめやが降板、5月に優香が従業員として加入。これ以降、優香は2014年3月に放送終了した『志村笑!』に至るまで14年11ヶ月に渡り志村の冠番組にレギュラー出演を続けた。
第100話から103話まで設定を病院に変えた後、第104話から107話・117回から最終回まで志村が座長を務める日本を巡業する劇団の設定に変更された。
第108回から116回まで「志村ファミリー物語2」と変更された。
2000年8月、志村ファミリー物語2グアムへの家族旅行（ロケ収録）を3週連続で放送
この志村運送は当番組終了後、以前とは別の設定で後の志村深夜番組『志村通』及び『志村けんのだいじょうぶだぁII』で「志村運送物語」として下町の運送業を舞台としたコメディコントとして復活した。

### 3番組共通
3番組共に後半は、渡辺徹扮するスナックのマスター進行のもとのトークコーナーで前半で父親役（1998年10月以降は志村運送社長）の志村が常連客という設定で有名人ゲストが登場する内容。

## 出演者
※無印は開始から終了までの出演者

### レギュラー
- 志村けん
- 川上麻衣子
- 山崎邦正（現：月亭方正）
- 村田和美
- そめやゆきこ　※開始から1999年4月まで
- 優香　※1999年5月から終了まで
- 永田杏子　※2000年5月17日放送分から出演　下町病院物語 準レギュラー
- 堀越のり　※2000年7月12日放送分から出演　志村ファミリー物語2 準レギュラー

### スナックのマスター
- 渡辺徹　※2000年6月下半期は風邪のため休演

### スナックのアルバイト
- 松原朋子　※開始から2000年3月まで
- 島崎和歌子　※2000年5月から終了まで

ほか

### Shimura-Xの出演ゲスト
※出演時の表記で統一
| 回 | 放送日        | ゲスト              | 備考 |
| -- | ------------- | ------------------- | --- |
| 1  | 1996年10月9日 | 布施博              | |
| 2  | 10月16日      | ダチョウ倶楽部      | 肥後克広、上島竜兵は後番組の『変なおじさんTV』でレギュラーに昇格した。 上島は2022年5月11日に死去                                                        |
| 3  | 10月23日      | ダチョウ倶楽部      | 肥後克広、上島竜兵は後番組の『変なおじさんTV』でレギュラーに昇格した。 上島は2022年5月11日に死去                                                        |
| 4  | 10月30日      | デーブ大久保        | 第5回では、志村と大久保が1996年の日本シリーズの結果予想をしており（この回の収録が日本シリーズ開催前に行われたため）、実際の結果がテロップで表示された。 |
| 5  | 11月6日       | デーブ大久保        | 第5回では、志村と大久保が1996年の日本シリーズの結果予想をしており（この回の収録が日本シリーズ開催前に行われたため）、実際の結果がテロップで表示された。 |
| 6  | 11月13日      | トミーズ雅          | |
| 7  | 11月20日      | トミーズ雅          | |
| 8  | 11月27日      | Bro.KORN            | ファミリー劇場での再放送時に逮捕されたため一時期欠番扱いになったが、現在は放送が再開されている。                                                        |
| 9  | 12月4日       | ジャイアント馬場    | 1999年1月31日に死去 |
| 10 | 12月11日      | ジャイアント馬場    | 1999年1月31日に死去 |
| 11 | 12月18日      | ともさかりえ        | |
| 12 | 12月25日      | 小島奈津子 木佐彩子 | いずれも当時フジテレビアナウンサー。 |
| 13 | 1997年1月8日  | 山瀬まみ            | |
| 14 | 1月15日       | 丸山茂樹            | |
| 15 | 1月22日       | 中西俊博            | バイオリニスト。 |
| 16 | 1月29日       | 大仁田厚            | 現役プロレスラーの時。 |
| 17 | 2月5日        | 森口博子            | |
| 18 | 2月12日       | 大鶴義丹            | |
| 19 | 2月19日       | 宮本和知            | |
| 20 | 2月26日       | 宮本和知            | |
| 21 | 3月5日        | 所ジョージ          | |
| 22 | 3月12日       | 所ジョージ          | |
| 23 | 3月19日       | 小野ヤスシ          | 元ザ・ドリフターズのメンバー 2012年6月28日に死去 |
| 24 | 3月26日       | 梅宮辰夫 梅宮アンナ | 放送当時アンナはまだ未婚であった。 辰夫は2019年12月12日に死去                                                                                           |
| 25 | 4月2日        | つんく              | |
| 26 | 4月9日        | 三井ゆり            | |
| 27 | 4月16日       | 出川哲朗            | |
| 28 | 4月23日       | 斎藤陽子            | |
| 29 | 4月30日       | 古舘伊知郎          | |
| 30 | 5月7日        | 古舘伊知郎          | |
| 31 | 5月14日       | 所ジョージ          | 3月5日・3月12日の続きであるが、「鯉のぼり」と言う歌を歌ったため所の意向で5月の放送になった。                                                            |
| 32 | 5月21日       | 林家こぶ平          | 現：林家正蔵。 |
| 33 | 5月28日       | 林家こぶ平          | 現：林家正蔵。 |
| 34 | 6月4日        | ゲストなし          | |
| 35 | 6月11日       | 飯島愛              | 2008年12月17日に死去 |
| 36 | 6月18日       | シェイプUPガールズ  | |
| 37 | 6月25日       | 猿岩石              | 有吉弘行が組んでいたコンビ。他局のあの番組のヒッチハイク横断の旅を終えた後に出演。                                                                      |
| 38 | 7月2日        | 猿岩石              | 有吉弘行が組んでいたコンビ。他局のあの番組のヒッチハイク横断の旅を終えた後に出演。                                                                      |
| 39 | 7月9日        | 左とん平            | 2018年2月24日に死去 |
| 40 | 7月16日       | 吉田拓郎            | |
| 41 | 7月23日       | 大西結花 中村ゆま   | 現：中村由真。 |
| 42 | 7月30日       | 松村邦洋            | |
| 43 | 8月6日        | 松村邦洋            | |
| 44 | 8月13日       | MAX                 | |
| 45 | 8月20日       | 峰竜太              | |
| 46 | 8月27日       | 雛形あきこ          | |
| 47 | 9月3日        | 柄本明              | 志村のコント番組の常連で志村と付き合いがある。 |
| 48 | 9月10日       | 山田花子 石田靖     | 石田靖は山田花子が呼んだちょっとした飛び入りゲスト |
| 49 | 9月17日       | 陣内孝則            | |
| 50 | 9月24日       | SP トーク集         | |

### Shimura-XYZの出演ゲスト
| 回 | 放送日        | ゲスト            | 備考 |
| -- | ------------- | ----------------- | --- |
| 1  | 1997年10月8日 | コロッケ          | |
| 2  | 10月15日      | 七瀬なつみ        | |
| 3  | 10月22日      | 吉幾三            | |
| 4  | 10月29日      | 吉田照美 小俣雅子 | ともに元文化放送アナウンサー。 |
| 5  | 11月5日       | 鈴木蘭々          | |
| 6  | 11月12日      | 笑福亭笑瓶        | 2023年2月22日に死去 |
| 7  | 11月19日      | 田代まさし        | 2000年以降の数々の不祥事により、ファミリー劇場放送時にはカット。                                                                                 |
| 8  | 11月26日      | 神田うの          | |
| 9  | 12月3日       | 大竹まこと        | |
| 10 | 12月10日      | 大竹まこと        | |
| 11 | 12月17日      | 久本雅美          | |
| 12 | 12月24日      | ヒロミ            | |
| 13 | 1998年1月7日  | 研ナオコ          | ドリフ大爆笑・志村けんのバカ殿様・志村けんのだいじょうぶだぁの常連ゲスト。1998年の年初め（新年）出演だったためか挨拶代わりに芸者風の格好で登場。 |
| 14 | 1月14日       | 研ナオコ 岩本恭生 | |
| 15 | 1月21日       | 藤森夕子          | |
| 16 | 1月28日       | 桑田真澄          | 巨人軍選手時代。 |
| 17 | 2月4日        | 桑田真澄          | 巨人軍選手時代。 |
| 18 | 2月11日       | つぶやきシロー    | |
| 19 | 2月18日       | 伊東四朗          | |
| 20 | 2月25日       | 矢崎滋            | 「志村けんのだいじょうぶだぁ」常連。 |
| 21 | 3月4日        | 加納典明          | |
| 22 | 3月11日       | みのもんた        | 2025年3月1日死去 |
| 23 | 3月18日       | みのもんた        | 2025年3月1日死去 |
| 24 | 3月25日       | マルシア          | |
| 25 | 4月1日        | ネプチューン      | |

### Shimura-X天国のゲスト
| 回  | 放送日        | ゲスト                              | 備考 |
| --- | ------------- | ----------------------------------- | --- |
| 1   | 1998年4月15日 | 森尾由美                            | |
| 2   | 4月22日       | 斉藤慶子                            | |
| 3   | 4月29日       | 今田耕司 東野幸治                   | 軽井沢ロケの際に出演。志村ファミリー長男役の山崎邦正も飛び入り参加したが、これは吉本の先輩・後輩の関係であるため。                                                             |
| 4   | 5月6日        | 今田耕司 東野幸治                   | 軽井沢ロケの際に出演。志村ファミリー長男役の山崎邦正も飛び入り参加したが、これは吉本の先輩・後輩の関係であるため。                                                             |
| 5   | 5月13日       | 蛭子能収                            | 同年11月に賭け麻雀による不祥事を起こした。 |
| 6   | 5月20日       | DA PUMP                             | |
| 7   | 5月27日       | ホンジャマカ                        | 石塚英彦と恵俊彰。石塚は「けんちゃんのオーマイゴッド」で志村と一度共演。 |
| 8   | 6月3日        | Take2                               | |
| 9   | 6月10日       | 生稲晃子                            | |
| 10  | 6月17日       | なぎら健壱                          | なぎらは「志村けんはいかがでしょう」「志村けんのオレがナニしたのヨ?」ゲームコーナーで出演。                                                                                    |
| 11  | 6月24日       | なぎら健壱                          | なぎらは「志村けんはいかがでしょう」「志村けんのオレがナニしたのヨ?」ゲームコーナーで出演。                                                                                    |
| 12  | 7月1日        | 郷ひろみ                            | |
| 13  | 7月8日        | 郷ひろみ                            | |
| 14  | 7月15日       | 渡辺正行                            | |
| 15  | 7月22日       | 辺見えみり                          | 以前けんちゃんのオーマイゴッドに出演していた |
| 16  | 7月29日       | 佐ノ山親方（小錦八十吉）            | |
| 17  | 8月5日        | 佐ノ山親方（小錦八十吉）            | |
| 18  | 8月12日       | パイレーツ                          | |
| 19  | 8月19日       | 高田純次                            | |
| 20  | 8月26日       | 森末慎二                            | |
| 21  | 9月2日        | 渡辺美奈代 上島竜兵                 | 渡辺は矢島愛弥子連れとして出演していた 当時1歳だった |
| 22  | 9月9日        | 渡辺美奈代 上島竜兵                 | 渡辺は矢島愛弥子連れとして出演していた 当時1歳だった |
| 23  | 9月16日       | 遠藤久美子                          | |
| 24  | 9月23日       | 井上晴美                            | |
| 25  | 9月30日       | 総集編                              | |
| 26  | 10月14日      | 爆笑問題                            | |
| 27  | 10月21日      | 永作博美                            | |
| 28  | 10月28日      | 柳葉敏郎                            | |
| 29  | 11月4日       | ガッツ石松                          | ガッツはトーク前に「有限会社志村運送」に近所の定食屋の主人役で登場。出前の器を取りに来たり、町内会の集まりの知らせに来たり、志村社長に女の付き合い方のアドバイスを貰いに来た。 |
| 30  | 11月11日      | 谷村新司                            | |
| 31  | 11月18日      | 谷村新司                            | |
| 32  | 11月25日      | 桂ざこば                            | |
| 33  | 12月2日       | 高橋由美子                          | |
| 34  | 12月9日       | 立川談志                            | 2011年11月21日に死去 |
| 35  | 12月16日      | 佐々木主浩                          | 「大魔神佐々木」、当時の横浜ベイスターズの選手で1998年に横浜が38年ぶりのリーグ優勝と38年ぶりの日本シリーズ優勝（日本一）の功労者で「メジャー」に行く前。                       |
| 36  | 12月23日      | 佐々木主浩                          | 「大魔神佐々木」、当時の横浜ベイスターズの選手で1998年に横浜が38年ぶりのリーグ優勝と38年ぶりの日本シリーズ優勝（日本一）の功労者で「メジャー」に行く前。                       |
| 37  | 1999年1月6日  | 八代亜紀                            | |
| 38  | 1月13日       | 加藤茶                              | ザ・ドリフターズのメンバー。お馴染みのハゲ頭・ちょびヒゲ・丸メガネで登場した。                                                                                                 |
| 39  | 1月20日       | 奈美悦子                            | |
| 40  | 1月27日       | 永井美奈子                          | |
| 41  | 2月3日        | 内藤剛志                            | |
| 42  | 2月10日       | 川野太郎                            | |
| 43  | 2月17日       | 奥山佳恵                            | |
| 44  | 2月24日       | 柴田理恵 梅垣義明                   | |
| 45  | 3月3日        | YOU                                 | |
| 46  | 3月10日       | 池乃めだか                          | |
| 47  | 3月17日       | 石田純一                            | |
| 48  | 3月24日       | 総集編                              | |
| 49  | 4月7日        | 薬丸裕英                            | |
| 50  | 4月14日       | 薬丸裕英                            | |
| 51  | 4月21日       | 江守徹                              | |
| 52  | 4月28日       | 神取忍                              | |
| 53  | 5月5日        | TIM                                 | |
| 54  | 5月12日       | 坂田利夫                            | 2023年12月29日に死去 |
| 55  | 5月19日       | 小林稔侍                            | |
| 56  | 5月26日       | 小林稔侍                            | |
| 57  | 6月2日        | 中村雅俊                            | |
| 58  | 6月9日        | 中村雅俊                            | |
| 59  | 6月16日       | 黒沢年雄 黒沢裕美                   | |
| 60  | 6月23日       | 菊間千乃 深澤里奈                   | |
| 61  | 6月30日       | 島崎和歌子                          | 志村X放送終了から5年後には志村けんのだいじょうぶだぁIIに従業員役として出演していた                                                                                             |
| 62  | 7月7日        | 藤山直美                            | |
| 63  | 7月14日       | 藤山直美                            | |
| 64  | 7月21日       | 大森玲子 酒井彩名 新山千春          | |
| 65  | 7月28日       | ココリコ                            | |
| 66  | 8月4日        | ココリコ                            | |
| 67  | 8月11日       | MISSION                             | 三浦絵里子、折田みゆき、佐藤千寿子、橋本真実、沖弥生。 |
| 68  | 8月18日       | さとう珠緒                          | |
| 69  | 8月25日       | 中山秀征                            | |
| 70  | 9月1日        | 中山秀征                            | |
| 71  | 9月8日        | 橋本志穂                            | この回ではフジテレビアナウンサー・川端健嗣が「有限会社志村運送」・『100万円拾った』にて100万円を捜す男の役で特別ゲストとして出演。                                             |
| 72  | 9月15日       | 荻原次晴                            | |
| 73  | 9月22日       | 大神いずみ                          | 日テレのアナウンサー退社後。フリーで元木大介との結婚前。 |
| 74  | 9月29日       | 南野陽子                            | |
| 75  | 10月13日      | 藤井隆                              | オカマキャラだった時。76話では上島竜兵が出演していた |
| 76  | 10月20日      | 藤井隆                              | オカマキャラだった時。76話では上島竜兵が出演していた |
| 77  | 10月27日      | 上原さくら                          | |
| 78  | 11月3日       | なすび                              | 志村X放送終了後変なおじさんTVに出演していた |
| 79  | 11月10日      | なすび                              | 志村X放送終了後変なおじさんTVに出演していた |
| 80  | 11月17日      | 鈴木紗理奈                          | 80話では肥後克広が出演していた |
| 81  | 11月24日      | 鈴木紗理奈                          | 80話では肥後克広が出演していた |
| 82  | 12月1日       | 奥菜恵                              | |
| 83  | 12月8日       | 秋本奈緒美                          | |
| 84  | 12月15日      | 釈由美子 山口もえ                   | |
| 85  | 2000年1月5日  | dps（ディープス）                   | |
| 86  | 1月12日       | 熊切あさ美 矢作美樹 野崎恵 五十嵐恵 | 元チェキッ娘。 |
| 87  | 1月19日       | 柄本明 寺島しのぶ                   | 柄本では「有限会社志村運送」『一困ッしい奴』にて怪しい人役として出演していた                                                                                                   |
| 88  | 1月26日       | 柄本明 寺島しのぶ                   | 柄本では「有限会社志村運送」『一困ッしい奴』にて怪しい人役として出演していた                                                                                                   |
| 89  | 2月2日        | 笑福亭笑瓶                          | 志村X終了から12年半後の志村だヨ！・志村笑にはそば八の主人役として出演した |
| 90  | 2月9日        | 光浦靖子                            | |
| 91  | 2月16日       | ガダルカナル・タカ 上島竜兵         | |
| 92  | 2月23日       | ガダルカナル・タカ 上島竜兵         | |
| 93  | 3月1日        | Z-1                                 | 上戸彩が参加したグループ。 |
| 94  | 3月8日        | 田原俊彦                            | |
| 95  | 3月16日       | 市川染五郎                          | 現：松本幸四郎 |
| 96  | 3月23日       | 小川直也                            | |
| 97  | 3月30日       | 肥後克広                            | トークの途中で上島竜兵がパンツ一枚の姿でカメラの前を横切る。 |
| 98  | 4月12日       | 総集編                              | |
| 99  | 4月19日       | 総集編                              | |
| 100 | 4月26日       | 極楽とんぼ                          | 山本は2006年7月17日未明に不祥事起こした |
| 101 | 5月10日       | 極楽とんぼ                          | 山本は2006年7月17日未明に不祥事起こした |
| 102 | 5月17日       | 吉野紗香                            | |
| 103 | 5月24日       | 嘉門洋子                            | |
| 104 | 5月31日       | 佐藤藍子                            | |
| 105 | 6月7日        | 萬田久子                            | |
| 106 | 6月14日       | 佐藤江梨子                          | 新人座員役。 |
| 107 | 6月21日       | そのまんま東 佐藤江梨子             | 現：東国原英夫（元・宮崎県知事・衆議院議員） 新人座員役。 |
| 108 | 6月28日       | そのまんま東                        | |
| 109 | 7月5日        | 藤崎奈々子                          | |
| 110 | 7月12日       | 有坂来瞳 山川恵里佳                 | |
| 111 | 7月19日       | 浅草キッド                          | |
| 112 | 7月26日       | 浅草キッド                          | |
| 113 | 8月2日        | ゲストなし                          | |
| 114 | 8月9日        | ゲストなし                          | |
| 115 | 8月16日       | 柳ジョージ                          | |
| 116 | 8月23日       | 中山エミリ                          | |
| 117 | 8月30日       | 梨花                                | |
| 118 | 9月6日        | 川田利明 上島竜兵 肥後克広          | |
| 119 | 9月13日       | 飯島愛                              | |
| 120 | 9月20日       | C.C.ガールズ                        | |
| 121 | 9月27日       | さまぁ〜ず                          | |

## 平成志村ファミリー
「Shimura-X」「Shimura-XYZ」「Shimura-X天国」（天国は最初の半年間のみ）で番組前半に放送された「平成志村ファミリー」と題したファミリーコント。

### 役柄設定
キャスト全員、役名の苗字は「志村」。
父：けん（46歳→48歳）演：志村けん
平凡なサラリーマン。営業職で残業や夜の付き合いが多く、帰宅はいつも遅い。埼玉県春日部市の戸建て住宅に家族と暮らし、現在の妻・麻衣子は2人目の妻。3人の父。酒、タバコ、パチンコには目がなく、長男の邦正と2人でパチンコに遊びに行ったりする。子供には優しさと厳しさを見せるが、邦正に至っては何かと厳しい。酒癖が非常に悪く、家族に迷惑を掛ける。麻衣子とは自他共に認めるおしどり夫婦である。
母：麻衣子（30歳→32歳）演：川上麻衣子
非常に温厚で家事を全うする。夫のけんを尻に敷いているときもある。へそくりを貯めるが、そのへそくりで指輪を買ったことが家族にバレ、家族全員に「出てけ！！」と怒鳴られてしまう。
長女：ゆきこ（24歳→26歳）演：そめやゆきこ
志村家の長女。OL。運転免許を取ったが、その写真が気に食わず、けんに笑われる。ストーカーに追われているという被害妄想が家族を困らせた。
長男：邦正（20歳→22歳）演：山崎邦正
志村家の長男。定職に就かずにアルバイトをしているフリーターで、お笑い芸人志望。高校は中退。怠け者であるため、父のけんを筆頭に家族からは無視されるときもある。埼玉出身（という設定）であるのに、なぜか関西弁である（将来、吉本興業に入ってビッグな芸人になりたいがための下準備）。先輩に「浜田」という怖い人がいる。ジャムパンが大好物。実際の山崎の年齢は当時28歳→30歳。
次女→長女：和美（17歳→19歳）演：村田和美
志村家の次女。反抗期真っ盛りの高校生。父のけんに暴言を吐き、叩かれることがしばしば。高校の模試で非常に良い成績を取ったことがある。「あまり若い子（男）好きじゃないの」と暴露し、家族に笑われたことがある。アイドルのオーディションを受けるが、父のけんに邪魔されて結局不合格になってしまう。

## 有限会社志村運送物語
「Shimura-X天国」で放送されたファミリーコント。

### 役柄設定
けん 演：志村けん
志村運送の社長。自宅兼事務所は江東区東砂2丁目に所在する設定。妻とは死別している。
麻衣子 演：川上麻衣子
志村運送の事務員。既婚者で夫の愚痴が多い。邦正とは犬猿の仲。
ゆきこ（25歳→26歳） 演：そめやゆきこ　26話から52話まで
けんの親戚の娘で居候。事務と家事を担う。奥手な性格で、けんの無茶振りやセクハラまがいの言動を事務所の電話で実家の母に告げ口する癖があり、けんを慌てさせる。故郷の恋人と結婚するため退職。
和美（19歳→20歳）  演：村田和美
けんの娘。フリーター。志村運送の仕事は給料が出ないのであまり手伝わない。ゆきことともに家事を担う。
邦正（30歳→31歳） 演：山崎邦正
志村運送の運転手。大阪出身。遅刻が多い。
優香 演：優香　53話から97話まで
和美の友人。ゆきこに代わり志村運送で働く。

## 志村ファミリー物語2
「Shimura-X天国」で放送されたファミリーコント。

### 役柄設定
キャスト全員、役名の苗字は「志村」。
父：けん (54歳) 演：志村けん
志村家の大黒柱。サラリーマン。
母：麻衣子 (50歳) 演：川上麻衣子
けんの妻。
長女：和美 (22歳)演：村田和美
志村家の長女。既婚者。
次女：優香(19歳) 演：優香 1・2・4・5話出演
志村家の次女。
三女∶のり(18歳) 演：堀越のり 3・6～9話出演
志村家の三女
長女の夫：邦正(31歳) 演：山崎邦正
長女・和美の夫。志村家に住んでいる。

## エンディング曲
Shimura-X
|   | 使用期間        | 曲名               | 歌手       | レーベル                             | 備考  |
| - | --------------- | ------------------ | ---------- | ------------------------------------ | ----- |
| 1 |                 | ナンだっ!!チミは!? | SO WHAT?   | ビクターエンターテインメント         | [ 1 ] |
| 2 | - 第32回        | おまえに雨宿り     | 岩出和也   | ソニーミュージックエンタテインメント |       |
| 3 | 第33回 - 第41回 | Fake Love          | 岡田ひらり | イーストウエスト・ジャパン           | [ 2 ] |
| 4 | 第42回 -        | Endless Wave       | 裕未瑠華   | キングレコード                       | [ 3 ] |

Shimura-XYZ
|   | 使用期間                                          | 曲名                     | 歌手             | レーベル         |
| - | ------------------------------------------------- | ------------------------ | ---------------- | ---------------- |
| 1 | 第1回（1997年10月8日） - 第4回（1997年10月29日）  | 南国                     | La'cryma Christi | ポリドール       |
| 2 | 第5回（1997年11月5日） - 第12回（1997年12月24日） | とまらない鼓動           | VINYL            | ニュートーラス   |
| 3 | 第13回（1998年1月7日） - 第20回（1998年2月25日）  | 吐息のオペラ             | face             | MASH-U RECORDING |
| 4 | 第21回（1998年3月4日） - 第25回（1998年4月1日）   | ファースト・イン・ライン | マーヤ           | マーキュリーM.E  |

Shimura-X天国
- 泣きむし／叺田理恵 （ジェイ・ワン レコード） [4]

## スタッフ
- 作・構成：松岡孝、朝長浩之
- 音楽：たかしまあきひこ
- 技術：岩沢忠夫
- カメラ：藤江雅和
- 音声：松本政利、篠良一
- 映像：北井勇作、原啓教
- 照明：さわだあつひろ、安藤雅夫
- 美術制作：北林福夫
- デザイン：根本研二
- 美術進行：山根安雄
- 大道具：宮越浩、三上晋
- 装飾：唐沢夏生、加川功
- 衣裳：佐藤孝二
- メイク：水野聖子
- 電飾：宇塚敏明
- ペイント：菊地大介
- タイトル：高柳義信
- 編集：轟禎治（D-Craft）
- MA：水谷泰子、大塚大
- 音響効果：戸辺豊
- 技術協力：ニユーテレス、IMAGICA、FLT
- 衣装協力：INTERMIX
- 編成：金田耕司
- タイムキーパー：藤巻りえ
- 演出補：長谷吉洋、鈴木貴志
- 演出：戸上浩・小倉肇（エクシーズ）
- プロデューサー：井澤健
- 制作協力：エス・カンパニー、エス・ワイ企画、エクシーズ、ゼブラカンパニー、ワールドミュージック
- 企画・制作：イザワオフィス